# Монцинген
Монцинген (нім. Monzingen) — громада в Німеччині, розташована в землі Рейнланд-Пфальц. Входить до складу району Бад-Кройцнах. Складова частина об'єднання громад Зобернгайм.
Площа — 12,18 км2. Населення становить 1571 ос. (станом на 31 грудня 2020).

## Галерея

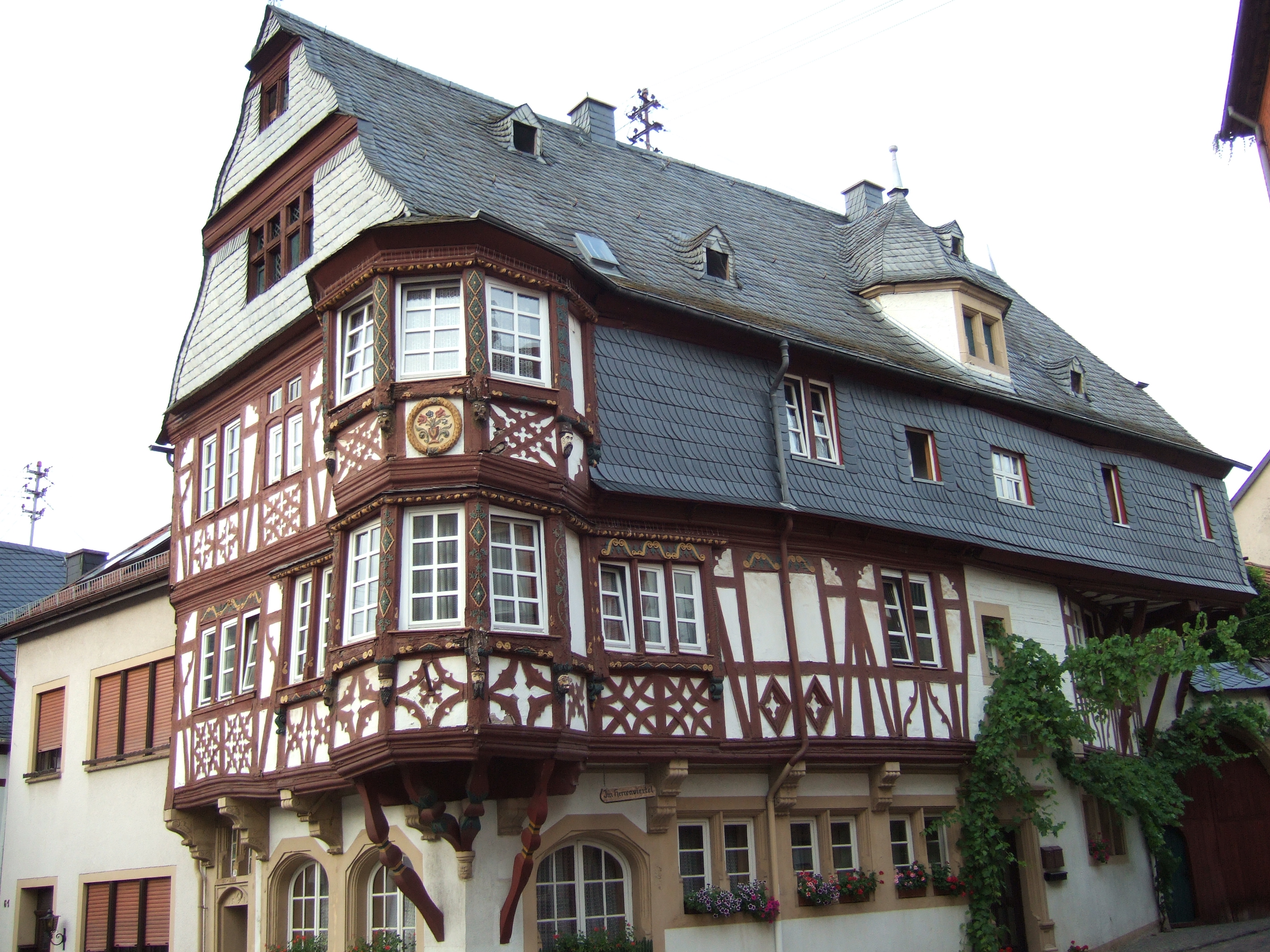
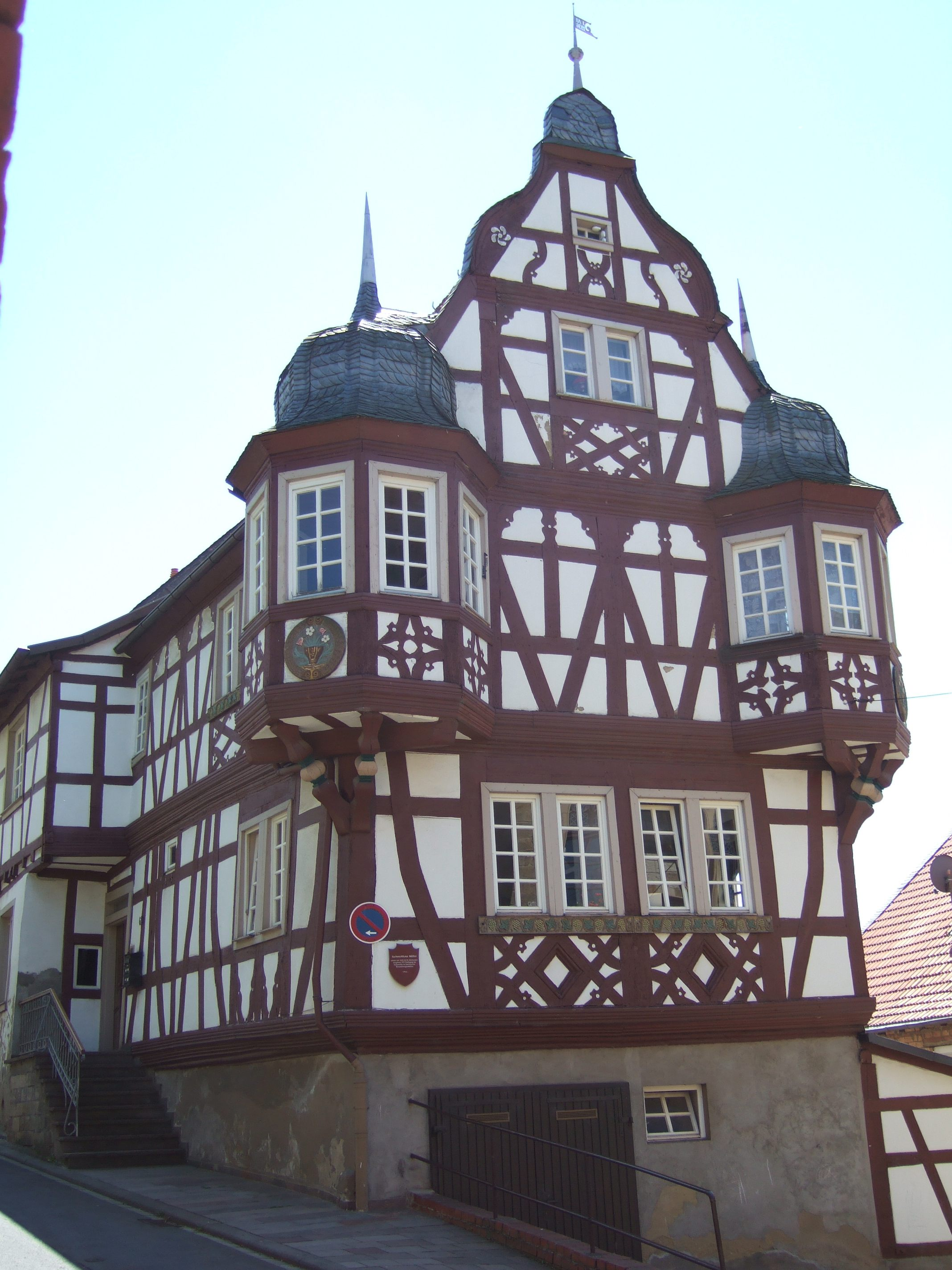
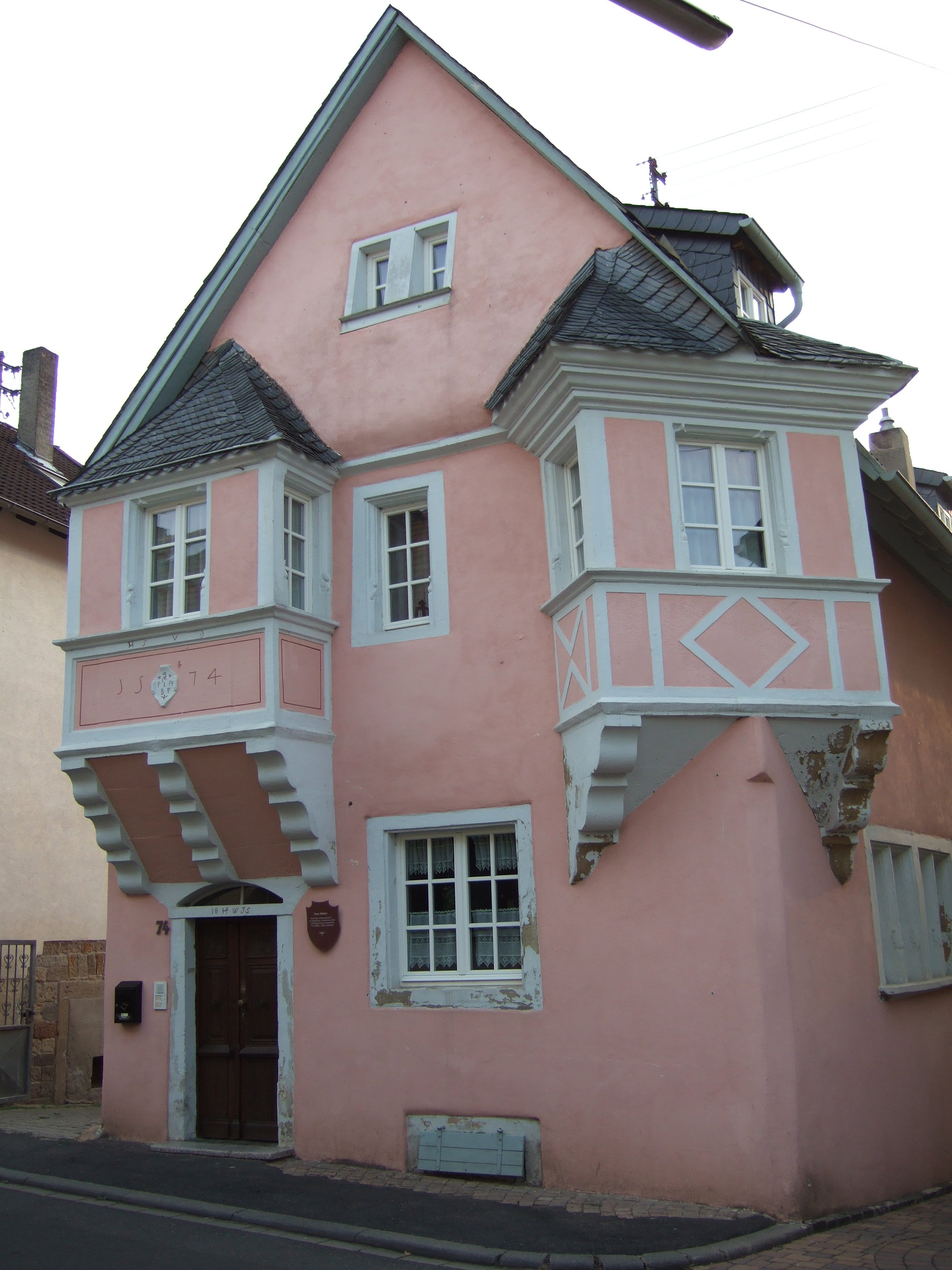
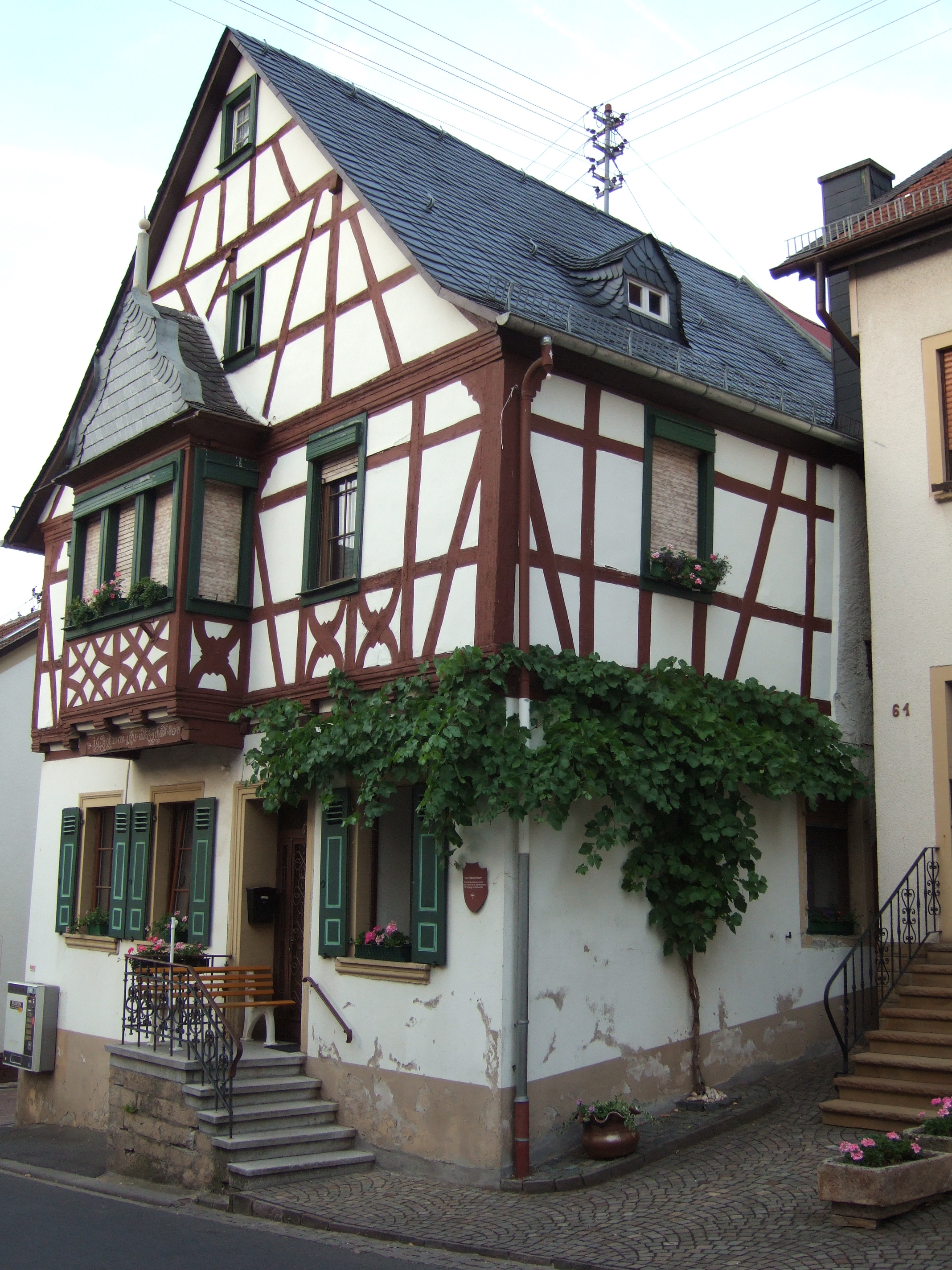